# Ofensiva de Goma em 2025
A ofensiva de Goma em 2025 foi uma operação militar lançada pelo Movimento 23 de Março (M23), um grupo rebelde quinxassa-congolês que faz parte da Aliança do Rio Congo (AFC) e é apoiado por Ruanda, contra a capital regional de Goma na República Democrática do Congo (RDC). Durando de 23 a 30 de janeiro de 2025, foi parte de uma campanha maior do M23 nas províncias quinxassa-congolesas de Quivu do Norte e do Sul, que foi retomada em outubro de 2024 após uma pausa. Durante janeiro de 2025, os rebeldes do M23 fizeram um rápido avanço na região de Quivu, cortando as conexões rodoviárias para a capital provincial de Quivu do Norte, Goma, em 23 de janeiro e chegando à cidade em 25 de janeiro.

## Contexto
Goma tem uma população de cerca de dois milhões e é a capital provincial de Quivu do Norte, no leste da República Democrática do Congo (RDC), sendo a maior cidade da província. O grupo rebelde apoiado por Ruanda, Movimento 23 de Março (M23) tomou grandes quantidades de território nas províncias de Quivu do Norte e do Sul ao longo de janeiro de 2025. A quantidade de território que estava sendo tomado e a velocidade com que isso estava acontecendo levaram as Nações Unidas (ONU) a alertar que a ofensiva poderia levar a uma guerra regional maior. Ruanda nega oficialmente ajudar o grupo rebelde com tropas e armas, embora a inteligência sugira que Ruanda esteja apoiando o M23. Um relatório das Nações Unidas em 2024 observou que a assistência militar de Ruanda foi "crítica" para a campanha do M23. O movimento M23, que se originou em 2009 de milicianos anteriormente alinhados com o exército quinxassa-congolês, ocupou brevemente Goma por vários dias durante sua campanha de 2012 antes de se retirar da cidade devido à pressão internacional sobre Ruanda. O grupo foi derrotado militarmente em 2013 com a assistência da Brigada de Intervenção da Força da ONU e perdeu a maior parte de seu território no leste quinxassa-congolês antes de ressurgir em 2022.
O governo quinxassa-congolês descreveu o M23 como uma organização terrorista que é usada por Ruanda para explorar recursos minerais no leste da RDC e se recusou a negociar diretamente com seus líderes, como o presidente ruandês Paul Kagame e seu governo insistiram em dezembro de 2024 e janeiro de 2025. Em dezembro de 2024, o governo quinxassa-congolês também entrou com uma ação em um tribunal europeu contra a empresa Apple, acusando-a de usar minerais extraídos ilegalmente do Congo para fabricar eletrônicos. O coltan, que é usado para fabricar componentes em smartphones e laptops, está presente em grandes quantidades no leste quinxassa-congolês, e o conflito tem sido descrito há anos como sendo motivado pelo desejo de proteger esse recurso. Nas duas décadas anteriores, os investigadores da ONU acusaram outros países, particularmente Ruanda, de financiar grupos de milícias no país, incluindo notavelmente o Movimento 23 de Março. Segundo a ONU, entre abril e dezembro de 2024, o grupo rebelde M23 arrecadou US$ 800 milhões em receitas relacionadas à mineração de coltan. O M23 exporta ilegalmente coltan e outros minerais através de Ruanda.
O M23 e o presidente ruandês Paul Kagame afirmam que o grupo representa os interesses dos tutsis, uma minoria étnica na RDC, que já havia sido alvo do Genocídio de Ruanda em 1994. O governo de Ruanda também observou que durante o conflito de Quivu no leste do Congo, os militares quinxassa-congoleses trabalharam com as FDLR, uma milícia étnica hutu cujos membros cometeram o genocídio de 1994 em Ruanda contra tutsis e hutus moderados. O M23 declarou anteriormente que seu objetivo é lutar contra as FDLR. O político quinxassa-congolês Corneille Nangaa, ex-chefe da comissão eleitoral do país, declarou sua oposição à administração do presidente Félix Tshisekedi em 2023 por divergências políticas relacionadas à sua eleição de 2018 e formou uma coalizão de forças rebeldes conhecida como Aliança do Rio Congo (Alliance Fleuve Congo; AFC), que inclui o M23. A coligação foi criada numa reunião na capital queniana, Nairobi, em agosto de 2023, composta por vários partidos políticos e grupos armados, nomeadamente o M23.
As negociações mediadas por Angola entre a RDC e Ruanda levaram à assinatura de um acordo de cessar-fogo em agosto de 2024, mas o acordo fracassou quando os combates recomeçaram com o M23 em 20 de outubro de 2024. Conhecido como processo de Luanda, as negociações mediadas por Angola tiveram o apoio da União Europeia e dos Estados Unidos, mas uma reunião planejada entre os presidentes Tshisekedi e Kagame em 15 de dezembro foi cancelada devido a desacordos sobre as pré-condições. Tshisekedi recusou a demanda ruandesa de que seu governo negociasse diretamente com o M23. Naquele mês, os combates na região de Quivu entre as forças de segurança quinxassa-congolesas e o M23 aumentaram.
Em 21 de janeiro, o governador provincial da província de Quivu do Sul, Jean-Jacques Purusi, confirmou a captura das cidades mineiras de Minova, Lumbishi, Numbi e Shanje em Quivu do Sul, e Bweremana em Quivu do Norte; Minova serviu anteriormente como uma importante rota de abastecimento para Goma a partir de Quivu do Sul. Além disso, estes avanços do M23 ampliaram o seu controle sobre mais territórios com coltan, cassiterita e ouro. Os combates no leste quinxassa-congolês desde o início de 2025 causaram o deslocamento de 400.000 pessoas no Quivu do Norte e do Sul. Destes, 34.000 foram para campos de refugiados já superlotados dentro e fora de Goma.

## Ofensiva

### 23 a 25 de janeiro: Avanço inicial para Goma
O M23 capturou Sake, um município e cruzamento rodoviário fundamental a oeste de Goma que conectava a cidade ao resto do país, das Forças Armadas da República Democrática do Congo (FARDC) em 23 de janeiro. Isso permitiu que eles cortassem sua principal linha de suprimento e removessem o último reduto das FARDC antes de Goma. O grupo apoiado por Ruanda também controlava território ao norte, e começou sua ofensiva contra a própria cidade no mesmo dia. O rápido sucesso da operação para isolar Goma indicava que o moral e as defesas das FARDC na região estavam em colapso, causando receios de uma queda iminente de Goma, e o presidente quinxassa-congolês Félix Tshisekedi regressou mais cedo da sua viagem ao estrangeiro. Uma declaração oficial do M23 em 24 de janeiro dizia que o grupo iria "libertar os nossos compatriotas em Goma".
Em 24 de janeiro, a RDC cortou oficialmente os laços diplomáticos com Ruanda enquanto os combates se intensificavam, com dois capacetes azuis sul-africanos sendo mortos e supostamente um atirador ruandês matando Peter Cirimwami Nkuba, o governador militar da província de Quivu do Norte, na linha de frente. As autoridades ruandesas foram obrigadas a cessar todas as atividades diplomáticas e consulares, bem como a deixar Quinxassa no prazo de 48 horas. Ruanda evacuou seu único diplomata na capital cquinxassa-ongolesa, e a RDC também chamou de volta toda a sua equipe diplomática de Ruanda. A ministra das Relações Exteriores quinxassa-congolesa, Thérèse Kayikwamba Wagner, descreveu o apoio militar de Ruanda ao M23 como uma "declaração de guerra".
O porta-voz militar quinxassa-congolês, general Sylvian Ekenge, disse à imprensa em 25 de janeiro que "Ruanda está determinada a tomar a cidade de Goma". À medida que o grupo rebelde se aproximava da cidade, o exército ruandês reuniu tropas ao longo da sua fronteira com a RDC e os seus altos comandantes chegaram a Guissenhi, uma cidade ruandesa a menos de dois quilómetros da fronteira. Algumas tropas ruandesas cruzaram para o lado quinxassa-congolês para ajudar o M23, supostamente com a intenção de capturar Goma antes da reunião do Conselho de Segurança da ONU planejada para o dia seguinte. Fontes da ONU relataram que a Força de Defesa de Ruanda tem controle operacional de facto sobre o M23.

### 25 a 30 de janeiro: Batalha na cidade
No início da manhã de 25 de janeiro, o M23 avançou nos arredores de Goma ao lado de bombardeios pesados, mas os avanços foram repelidos pelas forças da RDC. Nos arredores da cidade, centenas de milhares de civis foram deslocados, especialmente devido aos bombardeios. O M23 fechou o espaço aéreo ao redor do Aeroporto Internacional de Goma. A ordem na cidade em si não havia sido rompida, com uma forte presença policial desde o início da ofensiva. As forças armadas quinxassa-congolesas (FARDC) montaram uma linha defensiva na parte norte da cidade e na área de Birere, incluindo tanques, e são auxiliadas por mercenários romenos e pela milícia local pró-governo "Wazalendo". Uma empresa militar privada romena foi contratada pelo governo para fornecer treinamento para o exército quinxassa-congolês e para proteger locais importantes fora de Goma. As FARDC repeliram o ataque inicial do M23 em 25 de janeiro. Um capacete azul uruguaio foi morto.
Na noite de 26 de janeiro, os rebeldes teriam avançado pelo bairro de Munigi, a 9 quilômetros (5,6 milhas) do centro da cidade de Goma, que era defendido pelas FARDC e forças estrangeiras de manutenção da paz. O M23 alegou que a cidade estava sob seu controle. Treze membros das forças de manutenção da paz da Comunidade para o Desenvolvimento da África Austral (SADC) e da ONU foram mortos nos combates nos dias anteriores; entre os mortos estavam sete sul-africanos e três malauianos da Missão da Comunidade de Desenvolvimento da África Austral na República Democrática do Congo, e dois sul-africanos e um uruguaio da MONUSCO. A cidade ficou sem eletricidade. Bintou Keita, representante especial da ONU no Congo, disse ao Conselho de Segurança que o M23 estava usando civis como escudos humanos. De acordo com o líder rebelde Corneille Nangaa, após negociações com algumas tropas do governo, o M23 permitiu que oficiais do exército deixassem Goma de barco pelo Lago Quivu para Bucavu, na província de Quivu do Sul. Para evitar os combates nos arredores de Goma, cerca de 300.000 pessoas que viviam nos campos de refugiados entraram na cidade.
Em 27 de janeiro, o M23 reivindicou a captura da cidade. No entanto, os combates continuaram em várias partes e "dezenas de milhares" de pessoas foram deslocadas. A prisão da cidade com 3.000 presidiários foi "literalmente incendiada" e a fuga resultou em mortes. Os combatentes rebeldes chegaram ao centro de Goma naquela manhã. Um porta-voz da coalizão rebelde afirmou que os soldados do exército quinxassa-congolês estavam se rendendo, embora o exército não tenha feito comentários. De acordo com as forças de paz uruguaias, 100 soldados quinxassa-congoleses se renderam e entregaram suas armas na base da MONUSCO, conforme os rebeldes haviam exigido, enquanto 26 tropas quinxassa-congolesas e um policial se renderam aos guardas de fronteira ruandeses perto de Goma. Alguns soldados congoleses trocaram seus uniformes e se renderam na fronteira com Ruanda ou se refugiaram nas bases de manutenção da paz.
O governo afirmou mais tarde naquela manhã que suas tropas ainda estavam no Aeroporto Internacional de Goma e outros pontos importantes na cidade. A Agence France Press relatou que o exército quinxassa-congolês e suas milícias aliadas ofereceram "resistência inesperada" contra forças rebeldes ruandesas e apoiadas por Ruanda, mais bem equipadas e treinadas, durante intensos combates no centro da cidade e no oeste de Goma, embora alguns tenham desertado e abandonado seus uniformes. Soldados e milicianos quinxassa-congoleses também estiveram envolvidos em saques, junto com parte da população civil. Foram relatados saques em Birere, Majengo e perto do aeroporto. As FARDC e as forças ruandesas do outro lado da fronteira também trocaram tiros de artilharia, com tropas quinxassa-congolesas no Monte Goma, uma colina na cidade, atirando na cidade ruandesa de Guissenhi.
Na noite de 27 de janeiro, as FARDC e a milícia Wazalendo ainda controlavam algumas partes da cidade, segundo o presidente da Assembleia Nacional Vital Kamerhe. O combate ocorria próximo ao aeroporto e arredores. A eletricidade e a água foram cortadas desde o início dos combates. Uma reunião de emergência do governo foi realizada pelo presidente Félix Tshisekedi. Pelo menos 17 pessoas foram mortas durante os combates em Goma, enquanto outras 367 ficaram feridas. Além disso, cinco pessoas foram mortas enquanto outras 25 ficaram feridas na cidade vizinha de Guissenhi, do outro lado da fronteira em Ruanda, em um incidente relacionado aos combates.
A luta pelo controle de Goma ainda estava em andamento no início de 28 de janeiro. As unidades das FARDC estavam presentes no centro da cidade, onde a situação não estava clara devido ao combate contínuo, enquanto o M23 parecia controlar as partes ocidentais. O aeroporto se tornou o maior bolsão de tropas governamentais na cidade.  De acordo com um ministro do governo quinxassa-congolês, as FARDC controlavam 80 por cento de Goma, enquanto os rebeldes e as tropas ruandesas foram empurrados para os arredores da cidade. No entanto, mais tarde naquele dia, mais de 1.200 soldados quinxassa-congoleses no aeroporto se renderam, permitindo que o M23 assumisse o controle.  Os soldados quinxassa-congoleses rendidos foram enviados para a base da MONUSCO, mantida pelo batalhão uruguaio, e que também é usada para abrigar civis.  A África do Sul confirmou que outros quatro soldados da Força de Defesa Nacional Sul-Africana na MONUSCO foram mortos.  O vice-chefe da MONUSCO também relatou que os combates causaram vítimas civis e o deslocamento da população da cidade. O principal hospital de Goma, administrado pelo Comitê Internacional da Cruz Vermelha, montou tendas no pátio para tratar mais feridos, e todas as unidades médicas estavam operando com o dobro de sua capacidade. Alimentos foram roubados enquanto armazéns e lojas eram saqueados.
Após a captura do Aeroporto Internacional de Goma pelo M23, os combates continuaram em outras partes da cidade, com as tropas restantes das FARDC e milicianos Wazalendo.  As baixas civis foram relatadas em mais de 100 mortos e 1.000 feridos. Naquela noite, Tshisekedi nomeou o Brigadeiro-General Evariste Somo como governador militar de Quivu do Norte e o promoveu ao posto de major-general, sucedendo Peter Cirimwami, que havia sido morto vários dias antes.
A maior parte da cidade era controlada pelo M23 no início de 29 de janeiro, e os combates pareciam ter desacelerado. O M23 consolidou seu controle, incluindo o centro da cidade, com a resistência restante tendo sido repelida para os arredores. O grupo rebelde anunciou a intenção de estabelecer sua própria administração na cidade. Milhares de civis fugiram para a fronteira com Ruanda enquanto a crise humanitária em Goma piorava. Cerca de 280 mercenários romenos contratados pela RDC que se renderam deixaram o país via Ruanda, após serem detidos pela Força de Defesa de Ruanda. Os soldados quinxassa-congoleses capturados das FARDC e os milicianos Wazalendo foram desarmados pelo M23 num estádio local. Os resistentes continuaram a lutar nos bairros do norte de Goma, incluindo Kasika, Katoyi, Majengo, Turunga e Kibwe.
Em 30 de janeiro, as tropas restantes das FARDC e Wazalendo que não se renderam continuaram a lutar contra o M23 na área norte de Goma, especialmente na aldeia de Turunga do groupement Munigi, onde foi relatado o uso de armas pesadas e leves. Mais tarde naquele dia, os combates em Goma pararam principalmente, incluindo na área norte.

## Consequências
Com a queda de Goma, quase todo o Quivu do Norte está sob o controle do M23. À medida que o M23 capturava a maior parte da cidade, as forças do grupo rebelde na província de Quivu do Sul, ao longo da costa oeste do Lago Quivu, começaram uma ofensiva na direção da capital provincial Bucavu, a cerca de 125 milhas (201 km) de Goma, em 29 de janeiro. Um importante diplomata ruandês afirmou que a coalizão rebelde continuará sua ofensiva contra o governo quinxassa-congolês. O pânico entre os moradores de Bucavu foi relatado em 30 de janeiro em meio às notícias do avanço rebelde em Quivu do Sul, enquanto as tropas partiam das bases das FARDC para ir para a linha de frente mais ao norte. As FARDC montaram defesas ao longo da estrada que conecta as duas cidades e centenas de moradores em Bucavu se ofereceram para se alistar no exército.
Em 30 de janeiro, a eletricidade e as telecomunicações foram restauradas em partes de Goma pelo M23, que também preparou centenas de administradores para gerir a cidade, e as travessias na fronteira próxima com Ruanda foram reabertas. Algum tráfego foi retomado nas estradas da cidade, e as estradas que conectam Goma às cidades de Sake, Minova e Masisi foram reabertas.
O Programa Mundial de Alimentos das Nações Unidas relatou uma escassez de alimentos, agravada pelas contínuas quedas de energia e água e pelo fechamento do aeroporto de Goma. As instalações médicas em Goma e Bucavu foram sobrecarregadas pelo grande número de vítimas de tiros e pela escassez de suprimentos. Pelo menos 700.000 pessoas foram deslocadas na região de Quivu.
Em 31 de janeiro, o major-general das FARDC, Evariste Somo, tomou posse como governador de Quivu do Norte em uma cerimônia em Beni, uma das cidades da província que não é controlada pelos rebeldes. Ele também anunciou que a capital provincial foi temporariamente transferida de Goma para Beni devido à tomada do poder pelo M23, apoiada por Ruanda. Desde o início da ofensiva de Goma, os ataques na área de Beni por outro grupo, a milícia das Forças Democráticas Aliadas, também aumentaram.